# Volocopter 2X
Volocopter 2X är en tysk eVTOL-luftfarkost. Den är utvecklad av Volocopter GmbH i Bruchsal i Baden-Würtemberg i Tyskland. Den är en liten multirotor, som är avsedd att fungera som flygtaxi.
Den tvåsitsiga Volocopter 2X började utvecklas 2013 och började serietillverkas 2018 av den tyska segelflygplanstillverkaren DG Flugzeugbau.
Flygfarkosten har 18 rotorer, var och en driven av sin egen elmotor. Den är tillverkad i kolfiberkomposit och väger tom 290 kg och lastad upp till 450 kg.